# Academia Chinesa de Tecnologia Espacial
A Academia Chinesa de Tecnologia Espacial  (em mandarim: 中国空间技术研究院; em inglês: China Academy of Space Technology, abreviado para CAST) fundada em 20 de Fevereiro de 1968, é uma unidade organizacional da Corporação de Ciência e Tecnologia Aeroespacial da China (CASC).
Através de suas subsidiárias (vários institutos de pesquisas e algumas fábricas), a CAST está envolvida na pesquisa e desenvolvimento de todos os itens que compõem um satélite moderno.
Entre outros (mais de cem), a CAST é responsável pelo projeto e fabricação dos satélites da longa série Dong Fang Hong, com pesos variando entre 173 (no Dong Fang Hong I) e mais de 1 800 kg (nos modelos mais recentes).